# Mansfield Park (film)
Mansfield Park è un film del 1999 diretto da Patricia Rozema.
È un adattamento dell'omonimo romanzo del 1814 di Jane Austen. Molte delle scene sono state girate nella Kirby Hall, nel Northamptonshire, la contea in cui si trova Mansfield Park nel romanzo.

## Trama
Fanny Price è nata in una famiglia povera di Portsmouth. In attesa del suo nono figlio, la madre manda Fanny a vivere dai suoi zii, i ricchi Bertram, dall'età di dieci anni. La famiglia Bertram è composta dal sir Thomas, Lady Bertram e dai loro 4 figli: Tom, Maria, Edmund e Julia. Fa parte della famiglia anche la signora Norris, altra zia di Fanny, che vive anche lei a Mansfield Park e passa molto del suo tempo dai Bertram. Dall'inizio Mrs Norris chiarisce che il rango di Fanny è inferiore rispetto a quello dei suoi cugini, cosa che, fa notare, non deve essere fatta capire alla bambina. Tuttavia, è proprio lei quella che la tratterà più spesso come tale. L'angoscia iniziale di Fanny per il cambiamento repentino è consolata dalle attenzioni del cugino Edmund. Intanto sir Thomas deve partire per risolvere dei problemi nelle sue piantagioni di Antigua.
Durante l'assenza di sir Thomas i fratelli Henry e Mary Crawford, esponenti di una ricca famiglia di vicini, fanno il loro ingresso nella vita della famiglia Bertram, esercitando il loro fascino sui cugini di Fanny. Edmund è molto colpito da Mary, a cui dedica le proprie attenzioni trascurando Fanny, che se ne risente profondamente, mentre sia Maria che Julia sono affascinate da Henry, che ricambia Maria sebbene sia fidanzata con il ricco signor Rushworth. Il fratello maggiore, Tom, torna da Antigua e lì convince i Bertram e i Crawford a impegnarsi per organizzare una rappresentazione della commedia "Lovers' Vows", che però è solo un pretesto che permette ai giovani di flirtare tra loro. Mentre le cose stanno sfuggendo di mano, sir Thomas fa ritorno a casa e interrompe i preparativi. Tutto torna alla normalità, Maria sposa il signor Rushworth per motivi economici e va a vivere a Brighton accompagnata da Julia. Con Maria lontana, Henry rivolge la sua attenzione a Fanny, che reagisce in modo cortese ma distaccato, disprezzandolo per il suo flirt con Maria, ma ottiene l'effetto di affascinarlo ancora di più. Henry chiede la mano di Fanny a sir Thomas, che vede nel matrimonio un'occasione di ascesa sociale per la sua famiglia ma viene preso alla sprovvista dal rifiuto di Fanny. Così sir Thomas le impone di ritornare dalla sua famiglia a Portsmouth, e Fanny, ormai abituatasi al tenore di vita di Mansfield Park, si trova a disagio tornando in una casa che non le appare più come sua. Qui riceve la visita di Henry, intenzionato a dimostrarle la serietà delle sue intenzioni, e col tempo è tentata sempre di più di dargli fiducia. Continua però a essere incerta per via della sua affezione per Edmund, ma quando questi le scrive comunicandole che spera di sposare Mary, Fanny accetta la proposta di Henry, ma si rimangerà la parola il giorno successivo. Henry va via furioso.
Il giorno dopo Edmund si reca da lei per riportarla a Mansfield, dove il fratello Tom è sul punto di morte e ha bisogno di assistenza. Nel viaggio di ritorno i due fanno delle concessioni ai loro sentimenti l'uno verso l'altro, senza però esporsi molto. Al capezzale di Tom, Fanny trova un suo quaderno di disegni che mostrano Sir Thomas mentre abusa di schiave nere, ma il quaderno le viene strappato di mano dallo stesso sir Thomas, il quale giustifica quei disegni come frutto della pazzia del figlio. Anche Maria torna a Mansfield Park e reincontra Henry. Dopo l'iniziale disprezzo per lui a causa della proposta di matrimonio a Fanny, viene mossa a compassione quando viene a sapere che è stato respinto, e cade nuovamente tra le sue braccia. Vengono scoperti nella loro intimità da Fanny, che va via sconvolta. Edmund la vede, e insospettito entra, scoprendo l'adulterio di sua sorella. Quindi torna per consolare Fanny, e i due sono tentati di baciarsi ma si fermano un attimo prima. La notizia dell'adulterio si diffonde presto, e la cinica Mary propone ai Bertram riuniti un piano per legittimare la relazione di suo fratello con Maria e reintrodurli infine nella società, un piano che però si basa sull'aspettativa che Tom non sopravviva alla sua malattia e che quindi Edmund diventi l'erede della famiglia Bertram. Incolpa inoltre Fanny di ciò che è accaduto per non aver accettato la proposta di matrimonio di Henry. Edmund è disgustato da Mary e la caccia, ripudiandola come sua futura sposa. Successivamente Edmund dichiarerà il suo amore per Fanny e i due si sposeranno. Alla fine Sir Thomas rinuncia alle piantagioni e investe nel tabacco, Tom guarisce e anche Julia si avvia a una sistemazione con il matrimonio. Henry rifiuta di sposare Maria, che andrà a vivere sola con la signora Norris.